# Hereclean
Hereclean (Haraklány en hongrois) est une commune roumaine du județ de Sălaj, dans la région historique de Transylvanie et dans la région de développement du Nord-ouest.

## Géographie
La commune de Hereclean est située dans le centre-ouest du județ, dans le bassin de la rivière Zalău, affluent de la Crasna, à 10 km au nord-ouest de Zalău, le chef-lieu du județ.
La municipalité est composée des six villages suivants (population en 2002) :
- Badon (660) ;
- Bocșița (146) ;
- Dioșod (1 007) ;
- Guruslău (610) ;
- Hereclean (442), siège de la commune ;
- Panic (897).

## Histoire
La première mention écrite de la commune date de 1415 sous le nom hongrois de Haraklány.
La commune, qui appartenait au royaume de Hongrie, faisait partie de la principauté de Transylvanie et elle en a donc suivi l'histoire.
Le 3 août 1601 a eu lieu près du village de Guruslău, une bataille entre, d'un côté, Giorgio Basta et Michel Ier le Brave (Mihai Viteazul) et, d'autre part, Sigismond Ier Báthory pour la possession de la Transylvanie. Cette bataille, qui fut remportée par Giorgio Basta et Michel le Brave, ne profita pas à ce dernier car il fut exécuté peu après sur ordre de Basta qui le soupçonnait de vouloir trahir une fois de plus la cause autrichienne.
Après le compromis de 1867 entre Autrichiens et Hongrois de l'empire d'Autriche, la principauté de Transylvanie disparaît et, en 1876, le Royaume de Hongrie (1867-1918) est partagé en comitats. Hereclean intègre le comitat de Szilágy (Szilágymegye).
À la fin de la Première Guerre mondiale, l'Empire austro-hongrois disparaît et la commune rejoint la Grande Roumanie.
En 1940, à la suite du deuxième arbitrage de Vienne, elle est annexée par la Hongrie jusqu'en 1944. Elle réintègre la Roumanie après la Seconde Guerre mondiale.

## Politique
Le conseil municipal de Hereclean compte 13 sièges de conseillers municipaux. À l'issue des élections municipales de juin 2008, Francisc Dobrai (UDMR) a été élu maire de la commune.
| Parti                                      | Nombre de conseillers |
| ------------------------------------------ | --------------------- |
| Union démocrate magyare de Roumanie (UDMR) | 6                     |
| Parti démocrate-libéral (PD-L)             | 2                     |
| Parti social-démocrate (PSD)               | 2                     |
| Parti national libéral (PNL)               | 1                     |
| Parti conservateur                         | 1                     |
| Parti civique hongrois                     | 1                     |

## Religions
En 2002, la composition religieuse de la commune était la suivante :
- Réformés, 54,86 % ;
- Chrétiens orthodoxes, 36,65 % ;
- Baptistes, 5,31 % ;
- Grecs-Catholiques, 1,11 % ;
- Pentecôtistes, 0,85 % ;
- Catholiques romains, 0,29 %.

## Démographie
En 1910, à l'époque austro-hongroise, la commune comptait 1 773 Roumains (39,30 %) et 2 732 Hongrois (60,55 %).
En 1930, on dénombrait 1 908 Roumains (39,39 %), 2 892 Hongrois (59,70 %), 14 Juifs (0,29 %) et 29 Tsiganes (0,60 %).
En 1956, après la Seconde Guerre mondiale, 2 350 Roumains (39,26 %) côtoyaient 3 602 Hongrois (60,17 %) et 34 Tsiganes (0,57 %).
En 2002, la commune comptait 1 431 Roumains (38,03 %), 2 301 Hongrois (61,16 %) et 30 Tsiganes (0,79 %). On comptait à cette date 1 382 ménages et 1 591 logements.
| 1850  | 1880  | 1900  | 1910  | 1920  | 1930  | 1941  | 1956  | 1966  |
| ----- | ----- | ----- | ----- | ----- | ----- | ----- | ----- | ----- |
| 3 281 | 3 585 | 4 103 | 4 512 | 4 218 | 4 844 | 5 378 | 5 986 | 5 031 |

| 1977  | 1992  | 2002  | 2007  | - | - | - | - | - |
| ----- | ----- | ----- | ----- | - | - | - | - | - |
| 4 611 | 3 943 | 3 762 | 3 596 | - | - | - | - | - |

## Économie
L'économie de la commune repose sur l'agriculture (vergers, vigne, légumes) et l'exploitation des forêts.

## Communications

### Routes
Hereclean est située sur la route nationale DN1F (Route européenne 81) Zalău-Satu Mare à son embranchement avec la route nationale DN1H qui se dirige vers Șimleu Silvaniei.

### Voies ferrées
Hereclean est desservie par la ligne de chemin de fer Zalău-Sărmășag-Carei.

## Lieux et monuments

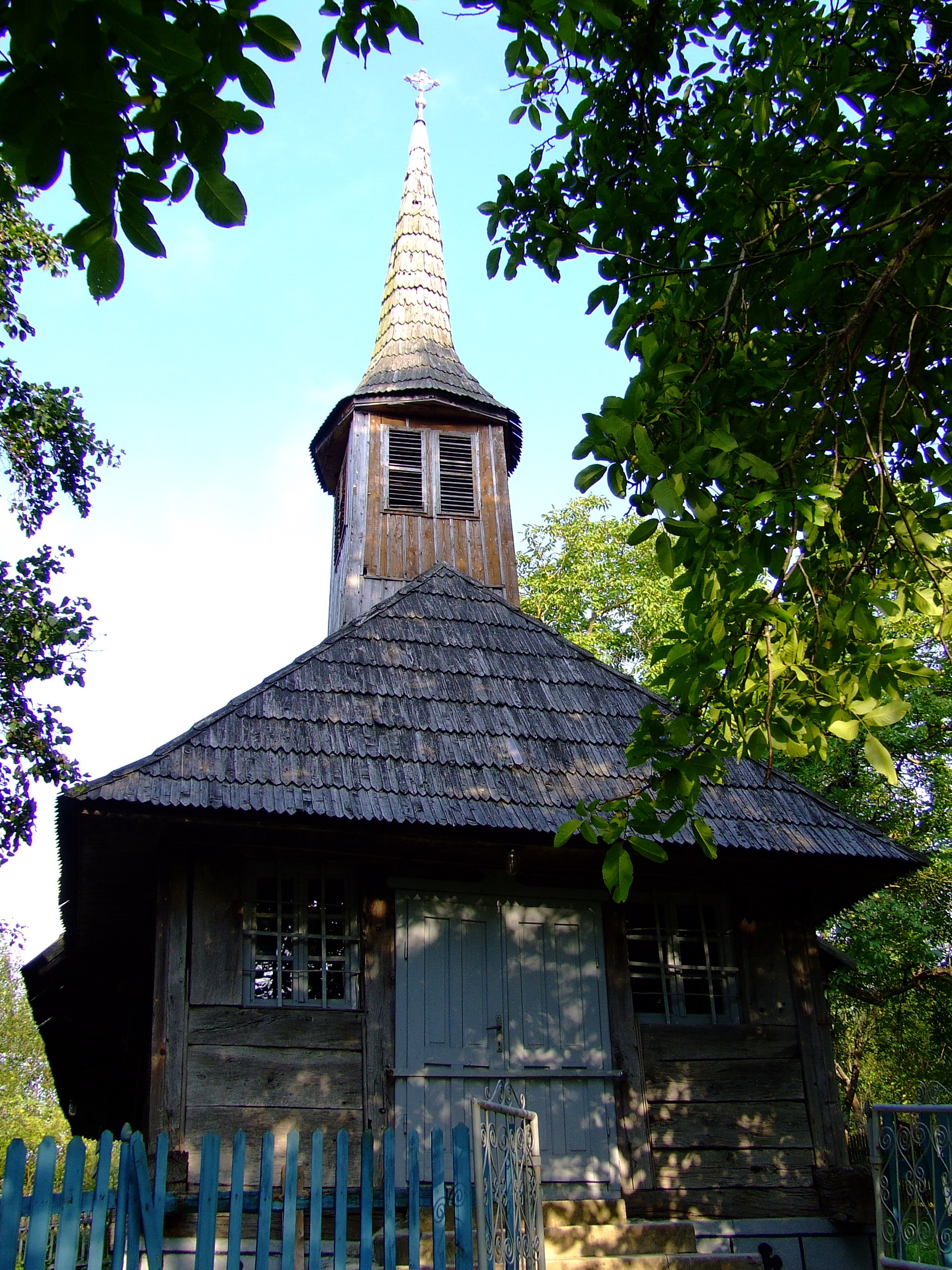
L'église de Bocșița

- Bocșița, église orthodoxe en bois des Saints Archanges (Sf. Arhangeli) du XVIIIe siècle[7].